# Тијера Бланка (Тијера Бланка, Веракруз)
Тијера Бланка (шп. Tierra Blanca) насеље је у Мексику у савезној држави Веракруз у општини Тијера Бланка. Насеље се налази на надморској висини од 60 м.

## Становништво
Према подацима из 2010. године у насељу је живело 47824 становника.

### Хронологија
| Година       | 2000                  | 2005                  | 2010                  |
| ------------ | --------------------- | --------------------- | --------------------- |
| Становништво | 44565 (20678 / 23887) | 44171 (20497 / 23674) | 47824 (22381 / 25443) |

### Попис
| \| \| м \| \| \| ж \| \| 0—2 \| 1.132 \| \| \| 1.151 \| \| 3—5 \| 1.246 \| \| \| 1.201 \| \| 6—11 \| 2.501 \| \| \| 2.399 \| \| 12—14 \| 1.340 \| \| \| 1.375 \| \| 15—17 \| 1.464 \| \| \| 1.467 \| \| 18—24 \| 2.962 \| \| \| 3.234 \| \| 60+ \| 2.180 \| \| \| 2.915 \| \| Просек : \| 29,6 \| \| \| 31,5 \| |       |  |  |       |
| |       |  |  |       |
| | м     |  |  | ж     |
| 0—2 | 1.132 |  |  | 1.151 |
| 3—5 | 1.246 |  |  | 1.201 |
| 6—11 | 2.501 |  |  | 2.399 |
| 12—14 | 1.340 |  |  | 1.375 |
| 15—17 | 1.464 |  |  | 1.467 |
| 18—24 | 2.962 |  |  | 3.234 |
| 60+ | 2.180 |  |  | 2.915 |
| Просек : | 29,6  |  |  | 31,5  |

| #   | Индикатор                                                                                        | Вредност |
| --- | ------------------------------------------------------------------------------------------------ | -------- |
| 1   | Становништво од 0 до 2 године                                                                    | 2283     |
| 2   | Мушко становништво од 0 до 2 године                                                              | 1132     |
| 3   | Женско становништво од 0 до 2 године                                                             | 1151     |
| 4   | Становништво са 3 и више година                                                                  | 45494    |
| 5   | Мушко становништво са 3 и више година                                                            | 21224    |
| 6   | Женско становништво са 3 и више година                                                           | 24270    |
| 7   | Становништво са 5 и више година                                                                  | 43847    |
| 8   | Мушко становништво са 5 и више година                                                            | 20387    |
| 9   | Женско становништво са 5 и више година                                                           | 23460    |
| 10  | Становништво са 12 и више година                                                                 | 38147    |
| 11  | Мушко становништво са 12 и више година                                                           | 17477    |
| 12  | Женско становништво са 12 и више година                                                          | 20670    |
| 13  | Становништво са 15 и више година                                                                 | 35432    |
| 14  | Мушко становништво са 15 и више година                                                           | 16137    |
| 15  | Женско становништво са 15 и више година                                                          | 19295    |
| 16  | Становништво са 18 и више година                                                                 | 32501    |
| 17  | Мушко становништво са 18 и више година                                                           | 14673    |
| 18  | Женско становништво са 18 и више година                                                          | 17828    |
| 19  | Становништво од 3 до 5 година                                                                    | 2447     |
| 20  | Мушко становништво од 3 до 5 година                                                              | 1246     |
| 21  | Женско становништво од 3 до 5 година                                                             | 1201     |
| 22  | Становништво од 6 до 11 година                                                                   | 4900     |
| 23  | Мушко становништво од 6 до 11 година                                                             | 2501     |
| 24  | Женско становништво од 6 до 11 година                                                            | 2399     |
| 25  | Становништво од 8 до 14 година                                                                   | 6030     |
| 26  | Мушко становништво од 8 до 14 година                                                             | 3035     |
| 27  | Женско становништво од 8 до 14 година                                                            | 2995     |
| 28  | Становништво од 12 до 14 година                                                                  | 2715     |
| 29  | Мушко становништво од 12 до 14 година                                                            | 1340     |
| 30  | Женско становништво од 12 до 14 година                                                           | 1375     |
| 31  | Становништво од 15 до 17 година                                                                  | 2931     |
| 32  | Мушко становништво од 15 до 17 година                                                            | 1464     |
| 33  | Женско становништво од 15 до 17 година                                                           | 1467     |
| 34  | Становништво од 18 до 24 године                                                                  | 6196     |
| 35  | Мушко становништво од 18 до 24 године                                                            | 2962     |
| 36  | Женско становништво од 18 до 24 године                                                           | 3234     |
| 37  | Женско становништво од 15 до 49 година                                                           | 13832    |
| 38  | Становништво са 60 и више година                                                                 | 5095     |
| 39  | Мушко становништво са 60 и више година                                                           | 2180     |
| 40  | Женско становништво са 60 и више година                                                          | 2915     |
| 41  | Однос између мушкараца и жена                                                                    | 87.97    |
| 42  | Становништво од нуле до 14 година                                                                | 12345    |
| 43  | Становништво од 15 до 64 године                                                                  | 31962    |
| 44  | Становништво од 65 година и више                                                                 | 3470     |
| 45  | Просечан број деце                                                                               | 2.14     |
| 46  | Становништво рођено у ентитету                                                                   | 42137    |
| 47  | Мушко становништво рођено у ентитету                                                             | 19800    |
| 48  | Женско становништво рођено у ентитету                                                            | 22337    |
| 49  | Становништво рођено у другом ентитету                                                            | 5349     |
| 50  | Мушко становништво рођено у другом ентитету                                                      | 2414     |
| 51  | Женско становништво рођено у другом ентитету                                                     | 2935     |
| 52  | Становништво од 5 година и више резидентно у ентитету у јуну 2005. године                        | 41684    |
| 53  | Мушко становништво старосног доба од 5 година и више, резидентно у ентитету у јуну 2005. године  | 19246    |
| 54  | Женско становништво старосног доба од 5 и више година, резидентно у ентитету у јуну 2005. године | 22438    |
| 55  | Становништво од 5 година и више које је живело у другом ентитету у јуну 2005. године             | 1434     |
| 56  | Мушко становништво старије од 5 година које је живело у другом ентитету у јуну 2005. године      | 685      |
| 57  | Женско становништво старије од 5 година које је живело у другом ентитету у јуну 2005. године     | 749      |
| 58  | Становништво од 3 године и више које говори аутохтони језик                                      | 357      |
| 59  | Мушко становништво старо 3 године и више које говори аутохтони језик                             | 137      |
| 60  | Женско становништво старо 3 године и више које говори аутохтони језик                            | 220      |
| 61  | Становништво од 3 године и више које говори аутохтони језик и не говори шпански језик            | 0        |
| 62  | Мушко становништво старо 3 године и више које говори аутохтони језик и не говори шпански         | 0        |
| 63  | Женско становништво старо 3 године и више које говори аутохтони језик и не говори шпански језик  | 0        |
| 64  | Становништво старо 3 године и више које говори аутохтони језик и шпански                         | 294      |
| 65  | Мушко становништво старо 3 године и више које говори аутохтони језик и шпански                   | 109      |
| 66  | Женско становништво старо 3 године и више које говори аутохтони језик и шпански                  | 185      |
| 67  | Становништво од 5 година и више које говори аутохтони језик                                      | 355      |
| 68  | Становништво од 5 година и више које говори аутохтони језик и не говори шпански језик            | 0        |
| 69  | Становништво од 5 година и више које говори аутохтони језик и говори шпански језик               | 292      |
| 70  | Становништво у домородачким домаћинствима                                                        | 842      |
| 71  | Становништво са ограничењима у активностима                                                      | 2182     |
| 72  | Становништво са ограниченим ходањем или кретањем, горе или доле                                  | 1180     |
| 73  | Становници са ограничењима вида, чак и уз кориштење сочива                                       | 600      |
| 74  | Становништво са ограничењима говора, комуникације или конверзације                               | 191      |
| 75  | Становништво са ограниченим слухом                                                               | 206      |
| 76  | Становништво са ограничењима при одевању, купању или јелу                                        | 67       |
| 77  | Становништво са ограничењима у опажању или учењу једноставних ствари                             | 50       |
| 78  | Становништво са менталним ограничењима                                                           | 180      |
| 79  | Становништво без ограничења активности                                                           | 45266    |
| 80  | Становништво од 3 до 5 година које не похађа школу                                               | 1260     |
| 81  | Мушко становништво од 3 до 5 година које не похађа школу                                         | 663      |
| 82  | Женско становништво од 3 до 5 година које не похађа школу                                        | 597      |
| 83  | Становништво од 6 до 11 година које не похађа школу                                              | 158      |
| 84  | Мушко становништво од 6 до 11 година које не похађа школу                                        | 80       |
| 85  | Женско становништво од 6 до 11 година које не похађа школу                                       | 78       |
| 86  | Становништво од 12 до 14 година које не похађа школу                                             | 196      |
| 87  | Мушко становништво од 12 до 14 година које не похађа школу                                       | 107      |
| 88  | Женско становништво од 12 до 14 година које не похађа школу                                      | 89       |
| 89  | Становништво од 15 до 17 година похађа школу                                                     | 2252     |
| 90  | Мушко становништво од 15 до 17 година похађа школу                                               | 1096     |
| 91  | Женско становништво између 15 и 17 година живота у школи                                         | 1156     |
| 92  | Становништво од 18 до 24 године похађа школу                                                     | 1964     |
| 93  | Мушко становништво од 18 до 24 године похађа школу                                               | 935      |
| 94  | Женско становништво од 18 до 24 године похађа школу                                              | 1029     |
| 95  | Становништво од 8 до 14 година које не може да чита и пише                                       | 211      |
| 96  | Мушко становништво старосног доба од 8 до 14 година које не може да чита и пише                  | 118      |
| 97  | Женско становништво старосног доби од 8 до 14 година које не може да чита и пише                 | 93       |
| 98  | Становништво од 15 година и више које је неписмено                                               | 2311     |
| 99  | Мушко становништво од 15 година и више које је неписмено                                         | 762      |
| 100 | Женско становништво од 15 година и више које је неписмено                                        | 1549     |
| 101 | Становништво старо 15 и више година без школовања                                                | 2783     |
| 102 | Мушко становништво старо 15 и више година без школовања                                          | 976      |
| 103 | Женско становништво старо 15 и више година без школовања                                         | 1807     |
| 104 | Становништво старосног доба 15 и више година са непотпуним основним образовањем                  | 4180     |
| 105 | Мушко становништво старосног доба од 15 година и више са непотпуном основним образовањем         | 1713     |
| 106 | Женско становништво старосног доба 15 и више година са непотпуном основним образовањем           | 2467     |
| 107 | Становништво старо 15 и више година са комплетним основним образовањем                           | 5949     |
| 108 | Мушко становништво старо 15 година и више са комплетним основним образовањем                     | 2696     |
| 109 | Женско становништво старо 15 и више година са комплетним основним образовањем                    | 3253     |
| 110 | Становништво старосног доба 15 и више година са непотпуним средњим образовањем                   | 1925     |
| 111 | Мушко становништво старосног доба од 15 година и више са непотпуним средњим образовањем          | 1013     |
| 112 | Женско становништво старосног доба од 15 година и више са непотпуним средњим образовањем         | 912      |
| 113 | Становништво старо 15 и више година са пуним секундарном образовањем                             | 6870     |
| 114 | Мушко становништво старосног доба од 15 година и више са пуним секундарном образовањем           | 3277     |
| 115 | Женско становништво старосног доба од 15 година и више са пуним секундарном образовањем          | 3593     |
| 116 | Становништво старије од 18 година са постосновним образовањем                                    | 12571    |
| 117 | Мушко становништво старије од 18 година са постосновним образовањем                              | 6002     |
| 118 | Женско становништво старије од 18 година са постосновним образовањем                             | 6569     |
| 119 | Просечна оцена школовања                                                                         | 8.65     |
| 120 | Просечан ниво образовања мушке популације                                                        | 8.96     |
| 121 | Просечан ниво образовања женског становништва                                                    | 8.39     |
| 122 | Економски активно становништво                                                                   | 19722    |
| 123 | Економски активна мушка популација                                                               | 12528    |
| 124 | Економски активна женска популација                                                              | 7194     |
| 125 | Становништво које није економски активно                                                         | 18172    |
| 126 | Мушко становништво које није економски активно                                                   | 4796     |
| 127 | Женско становништво које није економски активно                                                  | 13376    |
| 128 | Запослено становништво                                                                           | 18648    |
| 129 | Запослено мушко становништво                                                                     | 11717    |
| 130 | Запослено женско становништво                                                                    | 6931     |
| 131 | Незапослена популација                                                                           | 1074     |
| 132 | Незапослена мушка популација                                                                     | 811      |
| 133 | Незапослена женска популација                                                                    | 263      |
| 134 | Становништво без права на здравствене услуге                                                     | 17885    |
| 135 | Становништво које има право на здравствене услуге                                                | 29826    |
| 136 | Становништво које има право на ИМСС                                                              | 18262    |
| 137 | Становништво које има право на социјално осигурање                                               | 2970     |
| 138 | Становништво које има право на државно социјално осигурање                                       | 29       |
| 139 | Становништво које има право на опште осигурање или здравствено осигурање за нову генерацију      | 6978     |
| 140 | Становништво које је било једном или није било у браку током 12 година и више                    | 13301    |
| 141 | Венчано или уједињено становништво од 12 година и више                                           | 19878    |
| 142 | Становништво које је било у браку или уједињено 12 година и више                                 | 4882     |
| 143 | Становништво са католичком религијом                                                             | 38091    |
| 144 | Протестанти, еванђелисти и библијски следбеници различити од еванђелиста                         | 6262     |
| 145 | Становништво са другим религијама различитим од претходних                                       | 15       |
| 146 | Становништво без религије                                                                        | 2895     |
| 147 | Укупно пописаних домаћинства                                                                     | 13805    |
| 148 | Пописна домаћинства на челу са мушкарцима                                                        | 8994     |
| 149 | Пописна домаћинства на челу са женама                                                            | 4811     |
| 150 | Становништво у пописним домаћинствима                                                            | 47781    |
| 151 | Становништво у пописним домаћинствима на челу са мушкарцима                                      | 32838    |
| 152 | Становништво у пописним домаћинствима на челу са женама                                          | 14943    |
| 153 | Укупно домаћинстава                                                                              | 17002    |
| 154 | Укупно насељених домаћинстава                                                                    | 13813    |
| 155 | Укупно приватних кућа                                                                            | 16994    |
| 156 | Насељени приватни домови                                                                         | 13805    |
| 157 | Укупно насељених приватних кућа                                                                  | 13812    |
| 158 | Ненасељене приватне куће                                                                         | 2269     |
| 159 | Појединачна домаћинства за привремену употребу                                                   | 920      |
| 160 | Становници у насељеним приватним кућама                                                          | 47781    |
| 161 | Насељеност станара у приватним становима                                                         | 3.46     |
| 162 | Просечно становника по соби у приватним насељеним домаћинствима                                  | 1.03     |
| 163 | Појединачна домаћинства са подовима од различитих материјала од земље                            | 12810    |
| 164 | Појединачна домаћинства у приземљу                                                               | 916      |
| 165 | Појединачна домаћинства са једном спаваћом собом                                                 | 6531     |
| 166 | Појединачна домаћинства са две спаваће собе и више                                               | 7225     |
| 167 | Појединачна домаћинства са једним собом                                                          | 1848     |
| 168 | Појединачна домаћинства са две собе                                                              | 2724     |
| 169 | Појединачна домаћинства са 3 собе и више                                                         | 9177     |
| 170 | Појединачна домаћинства која имају електрично светло                                             | 13676    |
| 171 | Појединачна домаћинства која немају електрично светло                                            | 76       |
| 172 | Појединачна домаћинства која имају водоводну воду у стамбеном простору                           | 12568    |
| 173 | Појединачна домаћинства која немају водоводну воду у стамбеном простору                          | 1166     |
| 174 | Појединачна домаћинства која имају тоалет                                                        | 13544    |
| 175 | Појединачна домаћинства која имају канализацију                                                  | 13560    |
| 176 | Појединачна домаћинства која немају канализацију                                                 | 151      |
| 177 | Појединачна домаћинства која имају електрично светло, довод воде из јавне мреже и канализацију   | 12421    |
| 178 | Појединачна домаћинства без икаквих услова                                                       | 200      |
| 179 | Појединачна домаћинства која имају радио                                                         | 10216    |
| 180 | Појединачна домаћинства која имају телевизор                                                     | 13060    |
| 181 | Појединачна домаћинства која имају фрижидер                                                      | 12122    |
| 182 | Појединачна домаћинства која имају машину за веш                                                 | 9685     |
| 183 | Појединачна домаћинства која имају аутомобил или комби                                           | 4267     |
| 184 | Појединачна домаћинства која имају рачунар                                                       | 3181     |
| 185 | Појединачна домаћинства која имају фиксну телефонску линију                                      | 4353     |
| 186 | Појединачна домаћинства која имају мобилни телефон                                               | 9836     |
| 187 | Појединачна домаћинства која имају приступ интернету                                             | 2098     |
| 188 | Величина локације                                                                                | 9        |